# -196℃ ストロングゼロ
-196℃ ストロングゼロ（マイナスひゃくきゅうじゅうろくど ストロングゼロ）は、サントリースピリッツが製造し、サントリー酒類（2代目法人）が販売しているストロングシリーズのチューハイである。

## 商品開発
RTDと呼ばれる、開封してすぐ飲めるアルコール飲料の分野では、2001年発売開始のキリン「氷結」が先行していた。サントリーでは2003年発売の「カロリ。」が若者や女性を取り込み、次いで2005年には極低温で凍結・粉砕した果実を使用した「-196℃」を発売開始した。「-196℃」の開発は、居酒屋で飲む生搾りチューハイは何故美味しいのか、という疑問から始まった。レモンやグレープフルーツを絞った際に果皮に含まれる成分から生じる香りが鍵であることにたどり着き、果実を皮ごと液体窒素で瞬間凍結・粉砕してウォッカに浸す「-196℃製法」を考案した。この製法は、2011年に特許を取得している。
2008年のリーマン・ショック後のデフレ傾向や、飲酒運転厳罰化による家飲み志向への流れを受け、2009年2月に-196℃製法を活かした「-196℃ ストロングゼロ」を発売開始した。当初のアルコール度数は8%で、1本で十分酔えること、また糖類ゼロであることから、主に30代・40代男性から高評価を得た。その後、女性客の購入が増加しているとの調査から2011年に梅とブドウを使った製品を投入。さらに、食事に合う甘くないタイプの商品として、ライムと7種類の原料酒を使用した「-196℃ ストロングゼロ〈DRY〉」を発売開始した。2014年12月からは、「-196℃ ストロングゼロ ダブルレモン」のアルコール度数を8%から9%に引き上げた（他の味の商品も順次9%に引き上げ）。2016年2月に、レモンのピールを使用した「－196℃ ストロングゼロ〈ビターレモン〉」を限定発売。ダブルレモンと同じくレモン系の商品となるが、ピールを使うことで甘くなくほろ苦いという違いを出し、同年7月からはダブルレモンと併行して通年発売に切り替えた。

## 販売数量
前身商品である「-196℃」の販売数量（250ml×24本換算）は1068万ケース。ストロングゼロ発売初年の2009年は1452万ケース。2008年以降連続して販売数量が増加し、2017年には3768万ケースを記録した。

## 広告
発売当初は、プロレスラーの蝶野正洋を起用。
2011年からは、女性のニーズに着目し、天海祐希を起用した。
2020年10月19日、岡田准一と神木隆之介を起用した、TV-CM『あたらしいつよさ。文句は世界を変えられる？』篇がオンエア。
2022年10月からは、千鳥を起用。

## 反応
2017年頃よりTwitterでは、名作文学に「#ストロングゼロ」を登場させるツイートが「#ストロングゼロ文学」として流行し（インターネット・ミームの一種）、NHK「ニュースウォッチ9」にも取り上げられた。
医師で国立精神・神経医療研究センター精神保健研究所薬物依存研究部部長の松本俊彦は自身のFacebook上で、本商品を含めたアルコール度数が9%程度の「ストロング系」と呼ばれるチューハイに関して「『危険ドラッグ』として規制した方がよいのではないか」等の批判を行って話題となった。